# Partei für Umwelt, Mensch und Arbeit
Die Partei für Umwelt, Mensch und Arbeit (PUMA) ist eine politische Partei in der Steiermark, die bei der Landtagswahl in der Steiermark 2010 kandidierte. Parteivorsitzender und Gründer der Partei ist der Politikwissenschaftler Stefan Bernhart.
PUMA wurde von Bernhart im Frühjahr 2010 gegründet. Kernbereiche der Partei sind die im Parteinamen genannten Themen Umwelt, Mensch und Arbeit. Nach dem Verständnis von der PUMA schließen diese drei Kernbereiche alle bedeutenden Inhalte ein und stellen eine Werthaltung der Partei dar, wobei diese Werte keinen parteipolitischen oder ökonomischen Zielen untergeordnet werden dürfen, sondern durch die Politik und Wirtschaft erreicht werden sollen. Im Zuge der Landtagswahl in der Steiermark 2010 trat Bernhart für Einsparungen in der Landesverwaltung ein. So forderte er die Kürzung der Parteiförderungen, die Verkleinerung des Landtages und einen kleineren und billigeren Fuhrpark für Landespolitiker und hohe Landesbeamte. Auch auf der Ebene der Bezirkshauptmannschaften sowie Klein- und Kleinstgemeinden plädierte Bernhart für Einsparungen und das Nützen von Synergieeffekten. Das eingesparte Geld soll laut Parteigründer Bernhart primär dem Abbau der Landesschulden dienen und in den Ausbau von Kinderbetreuungsplätzen, Sport- und Weiterbildungsförderungen sowie in Sozialprojekte investiert werden.